# In der Verbannung

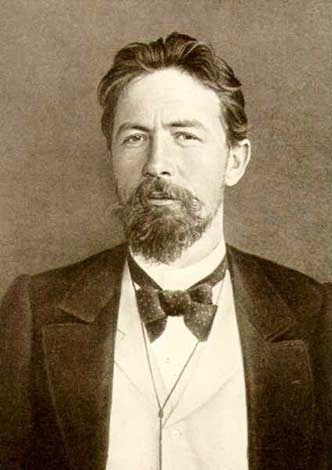
Anton Tschechow

In der Verbannung (russisch В ссылке, W ssylke) ist eine Erzählung des russischen Schriftstellers Anton Tschechow, die am 9. Mai 1892 in der Sankt Petersburger Wochenzeitschrift Wsemirnaja illjustrazija (Das Weltbild) erschien.
E. Lockenbergs Übertragung ins Deutsche kam 1903 bei Reclam in Leipzig heraus. Andere Übersetzungen: 1897 ins Slowakische (Vo vyhnanstve) und Serbokroatische (V pregnanstvu), 1903 ins Englische (In Exile) sowie 1904 ins Polnische (Na Zesłaniu) und Japanische.

## Inhalt
Der 60-jährige Semjon, der Gescheite genannt, und der etwa 25-jährige Tatar, dessen Namen der Erzähler nicht kennt, befördern auf einer schweren, plumpen Barke Reisende gegebenenfalls auch samt ihrer Kutsche über den Fluss. Beide sind zwangsweise in Sibirien angesiedelt worden. Der Küsterssohn Semjon lebte einst als freier Mann in Kursk und ist bereits zweiundzwanzig Jahre sibirischer Fährmann. Der junge Tatar wurde aus dem Gouvernement Simbirsk als Pferdedieb nach Sibirien verbannt – seiner Ansicht nach zu Unrecht. Die siebzehn Jahre alte, schöne, verwöhnte, schüchterne Frau des Tataren blieb zurück.
Der dritte Mann in der Erzählung ist Wassili Sergejitsch, ein guter Fahrgast der beiden Fährleute. Wassili, überführter Urkundenfälscher in einer Erbschaftsangelegenheit, wurde vor fünfzehn Jahren verbannt. Ganz anders als die beiden Fährleute kam er als Herr an und hat sich in Muchortinskoje ein Haus und Land gekauft. Als Stammgast auf der Fähre nach Gyrino hatte Wassili gelegentlich dort am anderen Ufer auf der Post vergeblich nach Geldsendungen von daheim gefragt und sich bei Semjon auf der Rückfahrt über seine Verwandten im fernen Russland beklagt. Die Antwort des Gescheiten war gewesen: „Wenn Sie glücklich sein wollen, dann dürfen Sie vor allem keine Wünsche mehr haben.“ Dann kam doch Wassilis junge Frau aus Sankt Petersburg. Er brauchte nun noch mehr Geld als zuvor. Die Verwöhnte war dann mit ihrem Galan nach Russland durchgebrannt und hatte die gemeinsame Tochter zurückgelassen. Das Mädchen wuchs heran. Wassili war inzwischen kein Herr mehr, sondern ein Ansiedler geworden. Sonntags nahm er mit seinem Kind die Fähre nach Gyrino zum Gottesdienst. Das junge Mädchen wurde schwindsüchtig. Wassili gab das restliche Geld für einen Arzt in Anastassjewka aus. Dazu der Kommentar des Gescheiten an die Adresse des Tataren: „Sie stirbt auf jeden Fall, er ist dann ganz verloren. Er wird ... vor Gram nach Russland fliehen ... dann fängt man ihn wieder ein, dann kommt das Gericht, die Katorga, und er bekommt die Peitsche zu schmecken.“
Der Tatar sieht Wassilis sibirischen Zwangsaufenthalt aus anderer Sicht. Immerhin durfte der Urkundenfälscher drei Jahre mit seiner Frau in seinem Haus in Muchortinskoje leben. Er, der Tatar, wäre froh, wenn seine Frau nur einen einzigen Tag zu ihm an den Fluss käme. Das abschließende Urteil des Tataren: Der Gescheite ist schlecht, aber Wassili ist ein guter Mensch.

## Deutschsprachige Ausgaben

### Erstausgabe
- Weiberregiment. In der Verbannung. Irrwisch. Drei Novellen. Übersetzung von E. Lockenberg. Reclam, Leipzig 1903[10]

### Andere Ausgaben
- A. P. Tschechow: Meistererzählungen. Deutsch von Reinhold Trautmann (enthält: Der Student. Die Austern. Der Tod des Beamten. Ein bekannter Herr. Wanjka. Kaschtanka. Im Alter. Kummer. Die Totenmesse. Gussew. In der Verbannung. Die Dame mit dem Hündchen. Jonytsch. Herzchen. Der schwarze Mönch. Die Bauern. Ein Fall aus der Praxis. Die Stachelbeeren. In der Schlucht. Die Erzählung des Obergärtners). Dieterich’sche Verlagsbuchhandlung, Leipzig 1953

### Verwendete Ausgabe
- In der Verbannung. Aus dem Russischen übersetzt von Ada Knipper und Gerhard Dick, S. 92–102 in: Anton Tschechow: Weiberwirtschaft. Meistererzählungen, Band aus: Gerhard Dick (Hrsg.), Wolf Düwel (Hrsg.): Anton Tschechow: Gesammelte Werke in Einzelbänden. 582 Seiten. Rütten & Loening, Berlin 1966 (1. Aufl.)

## Anmerkung
1. ↑  Gemeint ist der europäische Teil des Russischen Reiches.